# Inazuma Eleven GO Galaxy (serie animata)
Inazuma Eleven GO Galaxy (イナズマイレブンGO ギャラクシー?, Inazuma Irebun Gō - Gyarakushī) è un anime di calcio e fantascienza tratto dall'omonimo videogioco della serie Inazuma Eleven. Successivo alla serie Inazuma Eleven GO Chrono Stones, l'anime è stato prodotto da OLM e trasmesso da TV Tokyo dall'8 maggio 2013 al 19 marzo 2014, con un totale di 43 episodi. Come i due anime precedenti, è iniziato prima dell'uscita del videogioco da cui è tratto, che è stato pubblicato il 5 dicembre 2013.
La serie viene trasmessa in Italia su Disney XD: i primi 10 episodi sono andati in onda dal 10 al 21 novembre 2014, gli episodi da 11 a 20 sono andati in onda dal 19 al 30 gennaio 2015, gli episodi dal 21 al 30 sono stati trasmessi dal 16 al 27 marzo 2015, mentre gli episodi dal 31 al 43 sono stati trasmessi dal 18 maggio al 3 giugno 2015. La serie è andata in onda in chiaro su Rai Gulp e Rai Play dal 16 al 23 novembre 2015.
Per quanto riguarda il manga, la parte di storia tratta dal videogioco Inazuma Eleven GO Galaxy non costituisce una serie a sé, ma l'ultima parte del manga Inazuma Eleven GO di Ten'ya Yabuno, che è contenuta nel settimo e ultimo volume.

## Trama
La storia racconta le nuove avventure di Arion Sherwind, Riccardo Di Rigo e Victor Blade con indosso la maglia dell'Inazuma Japan (Shinsei Inazuma Japan, 新生イナズマジャパン? letteralmente "Inazuma Japan della rinascita"), la nuova nazionale giovanile giapponese, che partecipa al torneo giovanile mondiale creato da Astero Black: il Football Frontier International Vision 2 (フットボールフロンティア・インターナショナル ビジョンツー?, Futtobōru Furontia Intānashonaru Bishon Tsū, abbreviato in FFIV2). Verranno introdotti nuovi personaggi mai apparsi finora nella serie in veste di loro compagni di squadra. Viene inoltre spiegato che nel nuovo torneo è assolutamente vietato l'uso da parte dei giocatori di Spiriti Guerrieri (Keshin), modalità Armatura (Keshin Armed) e Mixi Max, per far sì che ogni giocatore sviluppi le proprie capacità individuali. A differenza del precedente Football Frontier International, in cui tutte le rappresentative erano composte da giocatori maschi, alcune selezioni, e tra queste anche l'Inazuma Japan, presentano delle ragazze in squadra.
In seguito si scopre che i membri delle squadre affrontate dall'Inazuma Japan non sono umani, ma alieni provenienti dallo spazio camuffati con l'aspetto umano dei giocatori a quali si sono sostituiti. Viene rivelato anche il motivo per cui sono stati riuniti otto giocatori che non sapevano giocare a calcio: essi possiedono come Arion, Riccardo e Victor il potere del Totem (Soul). Si scopre inoltre che le qualificazioni del Football Frontier International Vision 2 servivano per allenare l'Inazuma Japan al vero torneo: il Grand Celesta Galaxy (グランドセレスタ・ギャラクシー?, Gurando Seresuta Gyarakushī), un torneo spaziale che deciderà le sorti della Terra, (dectreterà anche la squadra più forte dell'universo),e si terrà 188.000 anni luce lontano da essa, organizzato dall'organizzazione aliena Federazione Intergalattica (Ginga Renbō Yōgikai, 銀河連邦評議会? "Consiglio della Federazione della Galassia") che ha inviato l'alieno Ozrock Boldar ad annunciarlo. All'Inazuma Japan, rinominata Earth Eleven (アースイレブン?, Āsu Irebun), si aggiungono Jean-Pierre Lapin e un nuovo personaggio, Zack Avalon, e a bordo di un treno blu in grado di viaggiare nello spazio, l'Orion Express (Galaxy Nauts Gō), la squadra parte per vincere il Grand Celesta Galaxy e salvare il pianeta.

## Terminologia
Odaiba Soccer Garden (お台場サッカーガーデン?, Odaiba Sakkā Gāden):

È il luogo dove la Shinsei Inazuma Japan si allena e risiede. Odaiba è un'isola artificiale nella baia di Tokyo.
Dark Room (Black Room, ブラックルーム?, Burakku Rūmu):

È una stanza di allenamento virtuale creata da Astero Black, in cui i giocatori possono allenarsi con proiezioni virtuali con i livelli di difficoltà 1 e 2. Essa manda segnali al cervello del giocatore, facendo loro vedere degli ologrammi. Questi sono i diversi luoghi che può far apparire, ognuno con un diverso tipo di allenamento:
- luogo: una prateria. Scopo dell'allenamento: aumentare la velocità continuando a correre su un pannello che fa in modo che il giocatore rimanga in quel punto;
- luogo: una città. Scopo dell'allenamento: aumentare la capacità del dribbling correndo con la palla al piede ed evitando delle travi d'acciaio che cadono dall'alto;
- luogo: un ponte di legno. Scopo dell'allenamento: aumentare la velocità e la resistenza correndo sul ponte di legno, le cui tavole crollano e si riparano solo quando il giocatore è arrivato dall'altra parte del ponte solo per crollare di nuovo;
- luogo: un deserto. Scopo dell'allenamento: aumentare la capacità di parata, in quanto il portiere deve parare sotto al sole caldo i tiri che arrivano da un giocatore computerizzato, anche più tiri contemporaneamente;
- luogo: una montagna. Scopo dell'allenamento: aumentare la resistenza arrampicandosi sulla montagna con la palla;
- luogo: un fiume. Scopo dell'allenamento: aumentare l'abilità nei passaggi saltando e passando la palla mentre si fa surf;
- luogo: una prateria con delle montagne. Scopo dell'allenamento: aumentare la velocità e la resistenza continuando a correre mentre si è inseguiti da un dinosauro;
- luogo: una distesa innevata. Scopo dell'allenamento: aumentare la capacità nel dribbling correndo con la palla al piede ed evitando delle grandi palle di neve.

Sala Congressi Mondiale (世界議会 会場?, Sekai Gikai Kaijō):

È il luogo dove Axel Blaze e il primo ministro del Giappone Stewart Vanguard incontrano i vari leader del mondo per annunciare loro il Grand Celesta Galaxy.
Orion Express (Galaxy Nauts Gō, ギャラクシー・ノーツ号?, Gyarakushī Nōtsu Gō, "Gō" significa "distante"):

È un'astronave dall'aspetto di un gigantesco treno blu, costruita secondo un progetto fornito dalla Federazione Intergalattica. È il mezzo di trasporto che la Earth Eleven usa per partecipare al Grand Celesta Galaxy. Esso è formato dai dormitori e dal centro per gli incontri dell'Odaiba Soccer Garden e da altri tre pezzi combinati insieme.
Starship Stadium (スターシップスタジアム?, Sutāshippu Sutajiamu):

È un enorme stadio che può trasformarsi in un'astronave. In esso si giocano le seguenti partite:
- Earth Eleven vs Silica

- Earth Eleven vs Naiadi

- Earth Eleven vs Magmavia

- Earth Eleven vs Fertilia

Grand Celesta Stadium (グランドセレスタスタジアム?, Gurando Seresuta Sutajiamu):

È uno stadio che si trova su Falam Orbius e in cui si giocano le seguenti partite:
- Earth Eleven vs Falam Medius

- Earth Eleven / Galaxy Eleven vs Flotta Ixar (nel gioco la Earth Eleven gioca il primo tempo e i tempi supplementari e la Galaxy Eleven gioca il secondo tempo; nell'anime la Earth Eleven gioca il primo tempo e la fine del secondo tempo, la Galaxy Eleven gioca l'inizio del secondo tempo e non ci sono tempi supplementari)

Totem (Soul, ソウル?, Souru):

Chiamato anche "Kemono no Chikara" (ケモノの力? lett. "Potere della bestia"), è un potere che permette a chi lo possiede di trasformarsi temporaneamente in un animale del proprio pianeta e usare nuove tecniche, dette Tecniche con Totem (Soul Strike, ソウルストライク?, Souru Sutoraiku) e senza un altro nome. È usato dai giocatori della Earth Eleven e dagli alieni.
Falam Medius (Falamdite, ファラムディーテ?, Faramudīte):

È un sistema planetario che si trova in una galassia a 188.000 anni luce di distanza dalla Terra; quella galassia è il luogo dove si tiene il Grand Celesta Galaxy. Il nome del sistema è molto simile a quello della Falam Medius (Falam Dite, ファラム・ディーテ?, Faramu Dīte), la squadra del pianeta Falam Orbius. Questi sono i pianeti che si trovano in questo sistema:
- Falam Orbius (ファラム・オービアス?, Faramu Ōbiasu):

È un pianeta viola. Esso, secondo Ozrock Boldar, verrà distrutto da un buco nero tra due mesi. Per sopravvivere, il pianeta ha deciso di intraprendere una guerra contro gli altri pianeti della galassia. Tuttavia la Federazione Intergalattica era contraria a questo e decise di trovare una soluzione migliore. La soluzione è di partecipare al Grand Celesta Galaxy. Chi arriverà ai primi posti nel torneo potrà scegliere quale pianeta occupare, poi gli altri si spartiranno lo spazio rimasto. Essendo Falam Orbius un pianeta molto grande e popolato, la sua popolazione richiederebbe il 99% dello spazio abitabile nella galassia: l'unico modo per salvarsi è quindi vincere il torneo, dato che il vincitore può scegliere per primo quale pianeta occupare. Secondo Ozrock, ha una grande popolazione di forme di vita intellettuali come quelle della Terra, le quali sono molto intelligenti e hanno una grande potenza militare;
- Silica (Sandorius, サンドリアス?, Sandoriasu):

È un pianeta rosso. È composto interamente da sabbia e la sua forza di gravità e più debole di quella della Terra;
- Naiadi (Sazanāra, サザナーラ?):

È un pianeta azzurro con degli anelli intorno. È composto interamente d'acqua. Gli abitanti di questo pianeta hanno il potere di vedere l'"Aethyr" (Azur), un globo di luce sulla testa delle persone che a seconda della forma e del colore rappresenta le loro emozioni;
- Magmavia (Gurdon, ガードン?, Gādon):

È un pianeta grigio. Ha un'atmosfera vulcanica, in quanto ci sono delle pozze di lava e fa molto caldo. I suoi abitanti assomigliano a uccelli antropomorfi. La popolazione del pianeta è divisa in due fazioni: la fazione a favore delle macchine a ovest, i cui membri si sono tolti le ali per sostituirle con braccia robotiche, e la fazione contraria alle macchine a est, i cui membri hanno ancora le proprie ali;
- Fertilia (Ratoniik, ラトニーク?, Ratonīku):

È un pianeta verde. Ha un'atmosfera forestale, in quanto ci sono delle foreste. I suoi abitanti si sono evoluti dalle formiche e la loro vita è molto breve: può durare da una settimana a un anno.
Eclissus (Kiel, キエル?, Kieru):

Era un pianeta azzurro simile alla Terra con degli anelli intorno. È stato distrutto da un buco nero.
Ixar (イクサル?, Ikusaru):

Era un pianeta grigio e nero. Duecento anni fa fu distrutto dagli abitanti di Falam Orbius e solo 184 persone riuscirono a salvarsi e si ibernarono per sopravvivere; dopo 200 anni, solo undici persone riuscirono a svegliarsi e decisero di impadronirsi della galassia e vendicarsi di Falam Orbius, formando la Flotta Ixar.
Frammenti della Speranza (希望のカケラ?, Kibō no Kakera):

Sono quattro oggetti, dall'aspetto di pietre di colori diversi, ottenuti dalla Earth Eleven, ognuno dopo una vittoria nel Grand Celesta Galaxy. Prima della partita contro la Falam Medius, Potomuri rivela che i quattro frammenti se uniti creano il mithril, l'ultimo materiale del Fotocannone al Plasma Cosmico.
Fotocannone al Plasma Cosmico (コズミックプラズマ光子砲?, Kozumikku Purazuma Kōshi Hō, Cosmic Plasma Kōshi Hō):

È un cannone in grado di distruggere un buco nero, cui stava lavorando Ptumri per salvare Eclissus. Alla fine della serie Potomuri lo usa per distruggere il buco nero che minacciava Falam Orbius.

## Versione italiana
Il doppiaggio italiano è prodotto dalla LogoSound e i direttori del doppiaggio sono Pino Pirovano e Massimo Di Benedetto. I doppiatori dei personaggi già comparsi sono gli stessi delle due serie precedenti, Inazuma Eleven GO e Inazuma Eleven GO Chrono Stones, ad eccezione di quelli di Gabriel Garcia e Silvia Woods, che cambiano entrambi doppiatore in questa serie. Come nelle serie precedenti, i nomi dei personaggi sono stati modificati rispetto all'originale, e sono gli stessi adottati nelle versioni europee del videogioco. I nomi delle tecniche vengono per lo più tradotti in italiano anche quando sono in inglese, o sostituiti da nomi in italiano diversi dalle traduzioni. Le scritte giapponesi per i nomi delle tecniche speciali sono state rimpiazzate dai nomi italiani. Le anticipazioni dell'episodio successivo si trovano prima della sigla finale, anziché dopo come nell'originale.

## Sigle

### Sigle originali
Sigle di apertura
Le sigle di apertura sono tutte eseguite dai T-Pistonz+KMC:
- Gachi de katōze! (ガチで勝とうゼッ!? lett. "Vinciamo con uno schianto!") (ep. 1-17)
- Chikyō o mawase! (地球を回せっ!? lett. "Fai girare il mondo!") (ep. 18-32)
- Supernova! (スパノバ!?, Supanoba!) (ep. 33-43)

Sigle di chiusura
- Katte ni Cinderella (勝手にシンデレラ?, Katte ni Shinderera, lett. "Involontariamente Cenerentola") interpretata da Sayaka Kitahara e Aoi Yūki, con lo pseudonimo di COLORS (カラーズ?, Karāzu) (ep. 1-17)
- Fashion ☆ Uchū senshi (ファッション☆宇宙戦士?, Fasshon ☆ Uchū senshi, lett. "Guerriero spaziale ☆ alla moda") interpretata daSayaka Kitahara e Ayahi Takagaki, sempre con lo pseudonimo di COLORS (ep. 18-32)
- Arashi・Tatsumaki・Hurricane (嵐・竜巻・ハリケーン?, Arashi・Tatsumaki・ Harikēn, lett. "Tempesta - Tornado - Uragano") interpretata da Yū Kobayashi e Sayaka Kitahara, sempre con lo pseudonimo di COLORS (ep. 33-42)
- Hontō ni arigatō (本当にありがとう? lett. "Grazie davvero") interpretata da Junko Takeuchi (Mark Evans) e Yuka Terasaki (Arion Sherwind) (ep. 43)

### Sigle italiane
Le sigle italiane di apertura e chiusura sono le stesse delle due serie precedenti, Inazuma Eleven GO e Inazuma Eleven GO Chrono Stones, ma con immagini per la prima volta diverse.
La sigla di apertura è Inazuma Eleven GO! ed è la versione italiana di quella spagnola, Entrena, juega, sal a ganar, che non deriva da nessuna sigla originale: il testo e la musica sono di Mario Viñuela, la versione spagnola è cantata da Aníbal Menchaca e quella italiana da Fabio Ingrosso con la traduzione di Giancarlo Martino. Le immagini sono quelle della prima sigla di apertura originale, con solo alcuni titoli in italiano in basso. A differenza di quanto avviene con la maggior parte delle sigle in Italia, compare anche il testo della sigla, come nell'originale, con la differenza che nella versione italiana si evidenzia come in un vero e proprio karaoke.
La sigla di chiusura è Stella ed è la versione italiana della terza sigla di chiusura originale di Inazuma Eleven GO, dal titolo HAJIKE-YO!! e cantata in giapponese da Sayaka Kitahara, doppiatrice del personaggio di Skie Blue. Il testo è la traduzione di quello della versione spagnola, intitolata ¡Estalla!, che è diverso da quello giapponese ed è scritto sempre da Mario Viñuela. La versione italiana è sempre tradotta da Giancarlo Martino e cantata da Fabio Ingrosso, ed ha quindi una voce maschile, a differenza di quella giapponese che ha una voce femminile. La versione spagnola ha invece la voce femminile di Ana Viñuela. Le immagini sono quelle della prima sigla di chiusura originale della serie Galaxy, con i titoli internazionali in inglese con l'aggiunta di quelli relativi al doppiaggio italiano. Anche qui compare il testo della sigla in stile karaoke, come per la sigla iniziale. Nell'episodio 43, invece, la sigla di chiusura è la versione strumentale di Hontō ni arigatō.